# 乍得历史
乍得是一个位于非洲中部的内陆国家。由于远离大海和沙漠气候，被称为“非洲的死亡心脏”。

## 史前
公元前7000年，乍得北部地区的生态环境有利人类居住。这使得这一时期该地区的人口强劲增长。乍得其中一些重要的考古发现（主要位于博尔库-恩内迪-提贝斯提区）可追溯到公元前2000年以前。而乍得盆地上有农业人口定居的历史也超过了两千年。这个区域长期以来一直是各个文明活动的中心。根据出土的手工艺品和口述历史纪录，这些文明中最早期的是萨奥文明。

## 王国时期（900-1900年）
公元9至10世纪，萨奥人建立乍得撒哈拉地区的第一个、也是国祚最长的帝国──加涅姆帝国，16世纪后，出现与之抗衡的巴吉米尔王国和瓦达伊王国，从此三国混战不休。加涅姆帝国以及随后的政权都建基于对经过该区的跨撒哈拉贸易通道的控制。除了抢夺奴隶，这些政权的控制地都未曾延伸到南部的草原。1883年至1893年间，各王国先后被苏丹人拉比赫·祖拜尔征服。

## 殖民时期（1900—1940年）
在法国的殖民扩张之下，法国殖民者于1900年建立了“乍得国家和保护国军事领地”（Territoire Militaire des Pays et Protectorats du Tchad）。直至1920年，法国已取得乍得全国的控制权。殖民地时期的乍得并无统一领土的政策，现代化进程缓慢。法国人主要视乍得为低级劳动力和棉花的次要来源地，1929年，法国开始在当地大规模生产棉花。乍得殖民政府人手严重不足，并需要依靠来自法国本土能力最差的一批官员。乍得境内只有南部管理得较好，法国对北部和东部的控制则有名无实。殖民政府的忽视使教育制度也长期得不到发展。

## 非殖民化（1940—1960年）
第二次世界大战后，法国把乍得列为海外领地，领地居民有权选举法国国民议会代表和乍得人民议会议员。当时的最大政党是扎根南部地区的乍得进步党。1960年8月11日，乍得在弗朗索瓦·托姆巴巴耶带领下从法国独立，托姆巴巴耶任首任总统。

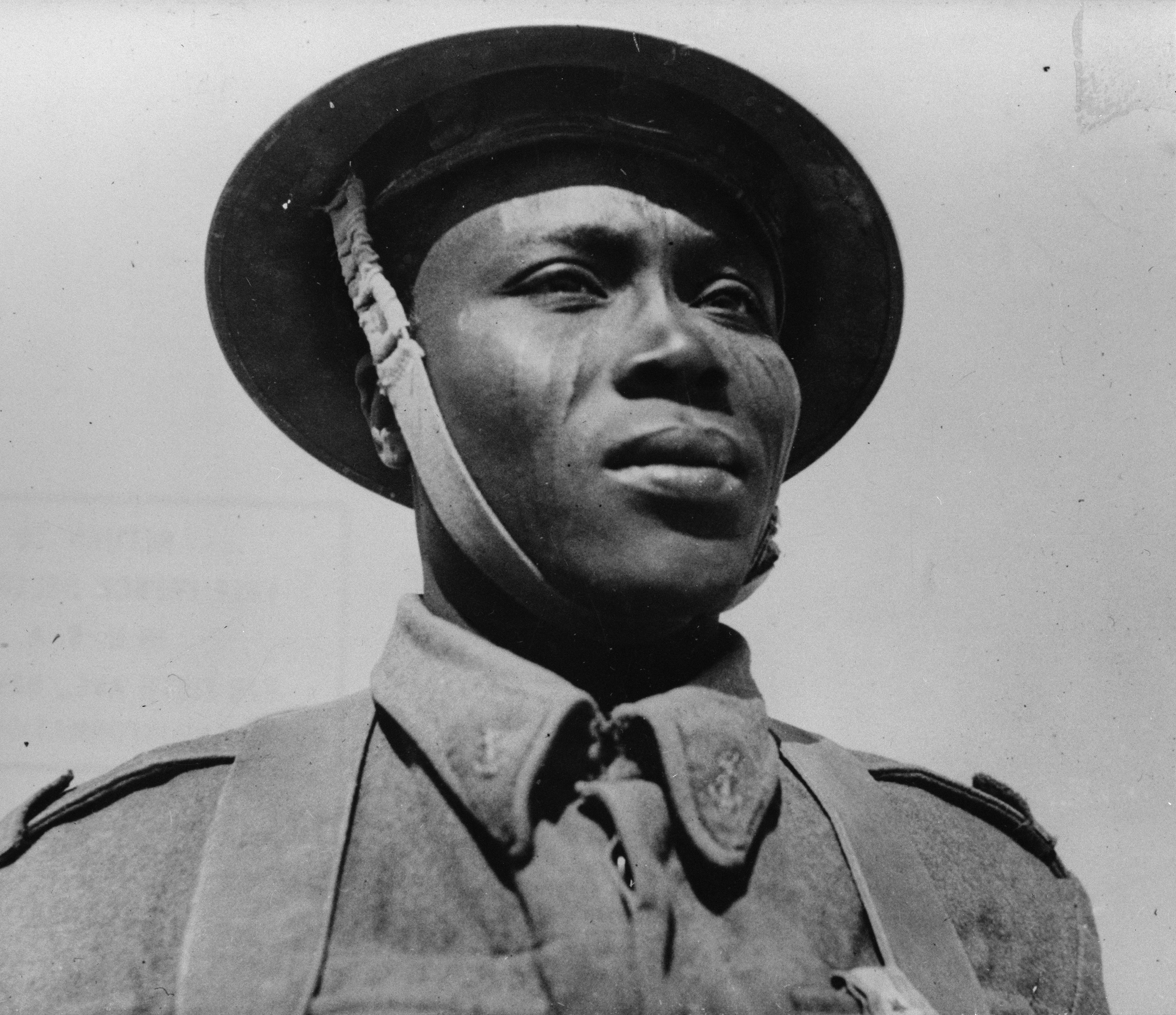
第二次世界大战为自由法国战斗的乍得士兵

## 托姆巴巴耶时代（1960—1975年）
托姆巴巴耶在两年后禁止反对党，实行一党制。他的独裁统治和低效的管理使种族之间的冲突加剧。1965年，穆斯林发动了内战。托姆巴巴耶在1975年一次由费利克斯·马卢姆发动的军事政变中被杀，但暴力浪潮并没有因此而平息。

## 内战和内战后
1979年，反政府武装占领恩贾梅纳，马卢姆倒台。之后几个武装组织（主要来自北部的反政府武装）互相争夺权力。乍得的分裂使法国在其国内的势力崩溃，北部邻国利比亚便乘势填补了法国的位置，并介入乍得内战，支持北部叛军。1983年叛军大举进攻，法国在同年8月派兵到乍得支持乍得政府，在乍得中部建立防线，战局才稳定下來。得到法国支持的总统侯赛因·哈布雷在乍得成功号召国内民众，并於1987年在豐田戰爭中獲勝，击退利比亚军队。
哈布雷后来以贪污和暴力的手法巩固政权，在他统治下估计有约40,000人被杀。哈布雷的政策倾向他自己的种族──达萨人（Daza），并歧视其他以前的札加瓦人盟友。他的将军伊德里斯·代比在1990年把他推翻。
代比随后尝试安抚反政府武装，恢复了多党制。乍得通过公投在1996年通过了新宪法。同年，代比赢得了总统选举，五年后连任。2003年，乍得开始开采石油，但后来第二次乍得内战爆发。代比在2005年举行公投决定是否取消总统任期的限制，这引发反对党的强烈反对和整个社会的骚动。2006年，代比在反对党杯葛选举的情况下第二次连任为总统。同时，乍得东部的种族冲突情况恶化，联合国难民署警告，乍得可能发生类似达尔富尔的种族屠杀。
2005年至2010年，在乍得东部发生内战。叛军得到苏丹政府的支持。在2010年1月15日，乍得和苏丹签订停火协议。历经五年的内战结束。
2021年4月20日，代比在與反政府軍隊交戰時陣亡。隨後乍得政府和議會解散，代比兒子組建並領導军事过渡委员会，暫時为期18个月。